# Ehrenhausen an der Weinstraße
Ehrenhausen an der Weinstraße é um município da Áustria, situado no distrito de Leibnitz, na estado da Estíria. Tem 20,31 km² de área e sua população em 2019 foi estimada em 2.544 habitantes.